# Gelis caudatus
Gelis caudatus là một loài tò vò trong họ Ichneumonidae.